# Fritz Fuchs (Politiker, 1894)

Fritz Fuchs

Fritz Fuchs (* 14. September 1894 in Bad Soden am Taunus; † 10. Oktober 1977 ebenda) war ein deutscher Politiker (NSDAP).

## Leben und Wirken
Nach dem Besuch der Volksschule wurde Fritz Fuchs ab 1908 zum Bankkaufmann ausgebildet. 1911 wurde er Bankbeamter. Von 1914 bis 1918 nahm er am Ersten Weltkrieg teil, in dem er es bis zum Vizefeldwebel brachte.
1923 wurde er stellvertretender Genossenschaftsleiter und 1933 Genossenschaftsleiter einer städtischen Kreditgenossenschaft in Bad Soden. 1937 schied er aus der Genossenschaftsleitung aus. Zudem war er bis zu diesem Zeitpunkt Bankdirektor beim Bankverein zu Offenbach am Main.
Zum 6. Mai 1925 trat Fuchs in die NSDAP ein (Mitgliedsnummer 999), in der er anschließend Aufgaben als Ortsgruppenleiter in Bad Soden übernahm. Des Weiteren wurde er 1925 Mitglied der SS, von der er 1930 zur SA wechselte und dort 1940 bis zum Sturmbannführer aufstieg. Für die Partei war er von 1927 bis 1937 Beigeordneter in Bad Soden und von 1933 bis 1937 zusätzlich Deputierter im Kreistag Main-Taunus. Er wurde 1933 ehrenamtlicher Kreisleiter des Main-Taunus-Kreises und von Anfang Oktober 1937 bis Anfang August 1940 hauptamtlich Kreisleiter in Mainz. Anfang August 1940 wurde Fuchs NSV-Gauamtsleiter im Gau Hessen-Nassau als Nachfolger von Haug und ab Oktober 1943 Gauhauptamtsleiter der NSV. Im Oktober 1943 wurde er erneut zum Kreisleiter in Mainz ernannt und führte dort 1944/45 den Volkssturm. Ende März 1945 war er noch für wenige Tage Kreisleiter von Büdingen.
Am 28. Januar 1943 trat Fuchs im Nachrückverfahren für den ausgeschiedenen Adalbert Gimbel als Abgeordneter in den nationalsozialistischen Reichstag ein, dem er bis zum Ende der NS-Herrschaft im Frühjahr 1945 als Vertreter des Wahlkreises 19 (Hessen-Nassau) angehörte.
Am 18. Juni 1945 wurde er von den US-Amerikanern ins Internierungslager Dachau eingewiesen, nachdem er zuvor von den amerikanischen Truppen in die bis dato unbesetzten Teile des Deutschen Reichs geflohen war. Von Dachau kam er nach Darmstadt, wo er am 6. November 1947 seine Entnazifizierung erwartete. Als „Hauptschuldiger“ wurde er zu zehn Jahren Arbeitslager verurteilt. Dieses Urteil wurde 1950 vom hessischen Minister für politische Befreiung aufgehoben. In dem darauf folgenden neuen Verfahren wurde er lediglich als „Belasteter“ eingestuft.